# 王庆喜
王庆喜（1954年8月—），辽宁大连人，中华人民共和国官员。

## 生平
王庆喜是中国共产党党员。毕业于中共中央党校科学社会主义专业，获得中共中央党校研究生学历。王庆喜历任第10届、第11届全国人大常委会副秘书长。2011年4月22日，十一届全国人大常委会第二十次会议任命黄小晶、王庆喜为第十一届全国人大环境与资源保护委员会副主任委员，同时免去王庆喜的全国人大常务委员会副秘书长职务。2013年3月，当选第十二届全国人大常委会委员。